# Выгон
Выгон — земельный участок, покрытый растущими на нем различными кормовыми травами, используемый как пастбище для скота. Как правило, земля там имеет невысокую урожайность.
Выгоны бывают двух видов:
- Постоянные, составляющие один из видов сельскохозяйственных угодий, большей частью неизменно покрытые естественным дёрном.
- Временные, которые только периодически остаются известное число лет под пастбищем и затем поступают в более продолжительное пользование как полевые угодья, то есть служат для разведения различных сельскохозяйственных растений.

Существование постоянных выгонов обуславливается физическими условиями (характером местности, делающим неудобной или очень дорогой обработку данного участка под пашню или луг и уборку на нем растений) и экономическими (экстенсивностью существующего хозяйства). Последнее обстоятельство часто служит причиной отсутствия каких-либо хозяйственных мер к улучшению постоянных выгонов — они лучше естественных и даже искусственных лугов обеспечивают хозяйство нужным дешёвым кормом для скота в течение значительной части года и приносят, учитывая произведенные на них ничтожные затраты, гораздо больший доход, так что почти весь их валовой доход можно принять за чистый.